# Lugo, Emilia-Romagna
Lugo là một đô thị tự quản và xã (comune) ở bắc vùng Emilia-Romagna của Ý, trong tỉnh Ravenna. 
Đô thị này rộng 116 km2, dân số thời điểm giữa năm 2009 là 37.770 người. Đô thị này có các đơn vị dân cư: Ascensione, Belricetto, Bizzuno, Ca' di Lugo, Campanile, Chiesanuova, Ciribella, Giovecca, Malcantone, Passogatto, San Bernardino, San Lorenzo, San Potito, Santa Maria in Fabriago, Torre, Villa San Martino, Viola, Voltana, Zagonara.

## Nhân vật đáng chú ý
- Francesco Baracca (1888-1918) - Phi công ách I chiến tranh thế giới.
- Agostino Agustín Codazzi (1793-1859) - chuyên gia vẽ bản đồ
- Giuseppe Compagnoni (1754-1833)
- Mario Lega - cựu vô địch thế giới đua xe gắn máy.
- Charles Ponzi (1882-1949) - kẻ lừa đảo nổi tiếng.
- Attilio Pratella (1856-1949) - họa sĩ nổi tiếng.
- Gioachino Rossini (1792-1868) - nhà soạn nhạc
- Gian Ruggero Manzoni (1957) nhà văn, họa sĩ
- Gregorio Ricci-Curbastro (1853-1925) - nhà toán học
- Francesco Balilla Pratella (1880-1955) - nhà soạn nhạc
- Pierluigi Martini (1961) - tay đua công thức I
- Fabio Taglioni (1920-2001) - kỹ sư
- Daniela Poggiali (1972) - Y tá bị bắt vì giết chết đến 38 bệnh nhân
- Cristian Zanzi (1972) - cầu thủ bóng đá
- Lorenzo Baroni (1990) - vận động viên đua xe máy